# Szuj Jang-ti
Jang Kuang (Yang Guang) (楊廣) vagy posztumusz nevén Szuj Jang-ti (Sui Yangdi) (hagyományos kínai írással: 隋煬帝; egyszerűsített kínai írással: 隋炀帝, élt 569 – 618. április 11., uralkodott 604–618) a Szuj-dinasztia (Sui-dinasztia) második, s egyben utolsó császára volt, akit az utókor a kegyetlen, élvhajhász zsarnok egyik megtestesítőjének tart.
Nevéhez hatalmas vállalkozások fűződnek: ő fejezte be a Nagy-csatorna építését, újjáépíttette a kínai nagy falat és Lojang (Luoyang) városát, továbbá számtalan utat, palotát és hajót építtetett. Építkezéseiben mintegy 8 millió besorozott közmunkás vett részt. 612–614 között három hadjáratot vezetett Kogurjo (Goguryeo) meghódítására Silla és Pekcse (Baekje) szövetségeseként, de ezek katasztrofális vereséggel végződtek, mintegy egymillió kínai katona veszett oda. A hatalmas vállalkozások az országot kimerítették, és Jang (Yang) ellen lázadások törtek ki. 618-ban a császárt saját főemberei meggyilkolták, és ezzel a dinasztia megbukott.